# Associação Paquistanesa de Dubai
A Associação Paquistanesa de Dubai (APD) é o maior centro comunitário de paquistaneses no exterior. Foi fundada no final da década de 1960 como uma plataforma para promover os interesses sociais e culturais dos expatriados paquistaneses que residiam em Dubai e, mais amplamente, nos Emirados Árabes Unidos.

## História
A diáspora paquistanesa nos Emirados Árabes Unidos é a terceira maior comunidade do Paquistão no exterior e também um dos grupos de expatriados mais antigos nos Emirados Árabes Unidos. Existem atualmente mais de 1,2 milhão de paquistaneses nos Emirados Árabes Unidos, dos quais mais de 400.000 estão baseados somente em Dubai. Os paquistaneses coletivamente compreendem cerca de 13% da população de Dubai e são o terceiro maior grupo étnico do emirado (depois dos indianos e dos emiratis nativos). Quando o APD foi fundado no final da década de 1960 por membros da comunidade inicial, ele era inicialmente baseado em um pequeno escritório alugado em Murshid Bazar, em Deira, onde agora existe a Academia de Educação do Paquistão. No início da década de 1990, o escritório foi transferido para o Astoria Hotel em Bur Dubai,  mais tarde o centro onde a associação agora está sediada foi construído na Oud Metha Road, em Bur Dubai. Os objetivos do APD incluem a promoção das relações entre o Paquistão e os Emirados Árabes Unidos, fornecendo apoio e bem-estar à comunidade, promovendo a cultura do Paquistão, organizando eventos comunitários recreativos e aumentando os interesses da comunidade de expatriados do Paquistão nos Emirados Árabes Unidos.

## Estrutura
A associação elege um presidente que dirige formalmente a organização, normalmente por um mandato de dois a três anos. um vice-presidente, um secretário-geral e um secretário adjunto também são eleitos como parte do corpo executivo. A associação é necessária para se registrar e participar da associação. O APD trabalha em estreita colaboração com o Consulado-Geral do Paquistão em Dubai. Existem várias alas de comunidade operando sob o APD. Isso inclui as alas médica, de engenharia, jornalista, profissional, contábil e feminina, entre outras.

## Eventos e atividades
O APD organiza vários eventos culturais e encontros na comunidade, como o Dia da Independência, o Dia do Paquistão e as celebrações do Dia Nacional dos Emirados Árabes Unidos, eventos literários, incluindo mushairas, jantares iftar durante o Ramadã, eventos chaand raat , bazares meena, jantares de arrecadação de fundos e eventos de conscientização, cerimônias de premiação, exposições de arte, eventos esportivos e de lazer, além de workshops e aulas de idiomas. O APD também organiza serviços de apoio para os paquistaneses na força de trabalho dos Emirados Árabes Unidos, bem como atividades de bem-estar no Paquistão e nos Emirados Árabes Unidos. Um boletim informativo é publicado e distribuído pela associação.